# 마우스 킹 2
《마우스 킹 2》(영어: The Secret of NIMH 2: Timmy to the Rescue)는 미국에서 제작된 딕 시배스트 감독의 1998년 비디오 뮤지컬 모험 애니메이션 영화이다. 《마우스 킹》(1982)의 속편이다. 랠프 마치오, 힌든 월치, 돔 덜루이즈 등이 목소리 출연하였다.

## 출연진
- 랠프 마치오
- 힌든 월치
- 돔 덜루이즈
- 미섁 테일러
- 필립 글래서
  - 필립 밴다이크
  - 에릭 아이들
- 윌리엄 H. 메이시
- 아서 맬릿
- 앤드리아 마틴
- 하비 코먼
- 도리스 로버츠
- 달린 카
- 제임슨 파커
- 케빈 마이클 리처드슨
- 피터 맥니콜

## 음악

### 노래
전체 작사: 리처드 스파크스. 전체 작곡: 리 홀드리지
| #  | 제목                                | 연주                                             | 재생 시간 |
| -- | ----------------------------------- | ------------------------------------------------ | --------- |
| 1. | 〈Come Make the Most of Your Life〉 | 앤드루 두코티, 돔 덜루이즈, 아서 맬릿, 코러스    | 2:56      |
| 2. | 〈I Will Show the World〉           | 앤드루 두코티, 알렉산더 스트레인지, 랠프 마치오  | 2:24      |
| 3. | 〈Magic Mystery Show〉              | 미섁 테일러, 돔 덜루이즈, 랠프 마치오, 힌든 월치 | 2:30      |
| 4. | 〈Just Say Yes!〉                   | 에릭 아이들                                      | 2:42      |
| 5. | 〈All I Had is Gone〉               | 랠프 마치오, 힌든 월치                           | 1:59      |
| 6. | 〈My Life and My Love〉             | 앨 저로, 보비 페이지                             | 3:05      |